# 1447 Utra
1447 Utra este un asteroid din centura principală, descoperit pe 26 ianuarie 1938, de Yrjö Väisälä.